# Université du Minnesota
L'université du Minnesota, Twin Cities (en anglais : University of Minnesota, Twin Cities) est une université américaine fondée en 1851. Elle se situe conjointement dans les villes de Minneapolis et de Saint Paul, dites les « villes jumelles (Twin Cities) » de l'État du Minnesota aux États-Unis.   
L'université constitue la partie la plus ancienne et plus grande du système universitaire du Minnesota. Elle est souvent classée parmi les 30 meilleures universités au monde par le classement de Shanghaï (Academic Ranking of World Universities). En 2012, elle est même classée 12e en mathématiques, 13e en médecine et pharmacie, 25e en droit, et 25e en technologie & ingénierie, sur 1 000 universités référencées.  
Son corps étudiant est le deuxième plus nombreux des États-Unis avec 52 557 étudiants, et un rapport de 1 professeur pour 16 étudiants. Il est situé sur deux campus dans chacune des deux villes reliés par un système d'autobus réservé à l'université et gratuit. À cause de la géographie particulière du Minnesota (plus de 12 000 lacs, et des centaines de kilomètres de parcs et de forêts), l'université a une activité de recherche intense en environnement, ressources et énergies renouvelables et développement durable. Son impact économique annuel est estimée à 8,9 milliards de dollars sur l'économie locale.

## Diplômes
L'établissement de loin le plus grand de la région du Midwest, les villes jumelles offre des programmes de diplôme dans presque tous les domaines, de l'ingénierie à la danse moderne. En 2012, l'université a 50 diplômes interdisciplinaires, 200 centres et instituts spécialisés et 19 écoles : 
- Science and Engineering (CSE)
- Carlson School of Management (CSOM)
- College of Biological Sciences (CBS)
- College of Continuing Education (CCE)
- School of Dentistry (DENT)
- College of Design (CDES)
- College of Education and Human Development (CEHD)
- College of Food, Agricultural and Natural Resource Sciences (CFANS)
- College of Liberal Arts (CLA)
- Hubert H. Humphrey Institute of Public Affairs (HHH)
- University of Minnesota Law School (LAW)
- University of Minnesota Medical School (MED)
- School of Nursing (NURS)
- College of Pharmacy (PHARM)
- School of Public Health (SPH)
- College of Veterinary Medicine (CVM)

## Sport
Dans le domaine sportif, les Golden Gophers du Minnesota défendent les couleurs de l'université du Minnesota. le tournoi national du championnat du football américain universitaire a été gagné par l'équipe des Golden Gophers de l'université en 2004 et 2005.

## Personnalités liées à l'université
- Bruce Baillie
- Yanni
- Bob Dylan
- Frieda Ekotto
- Amit Singhal
- Scott Z. Burns
- Alice Lorraine Daly
- Abou El Kacem Saâdallah
- Habib Essid
- Marilyn Nelson
- Moez Limayem
- Allen Tate
- Najma Chaudhury
- Marvel Jackson Cooke
- Fionnuala Ní Aoláin
- Bronko Nagurski
- Phyllis S. Freier
- Dave Winfield
- Tony Dungy
- Paul Molitor
- Shelton Benjamin
- Brock Lesnar
- Janel McCarville
- Lindsay Whalen
- Rachel Banham
- Amanda Zahui B.
- Francesco Lacquaniti
- Laura Linton (1853-1915), chimiste et médecin américaine
- Panagióta Daskalopoúlou
- Marilyn Jorgenson Reece (1926-2004), ingénieure structure